# 麥迪遜縣 (肯塔基州)
麥迪遜縣（英語：Madison County）是美國肯塔基州外藍草地區的一個縣。面積1,148平方公里。根據美國2000年人口普查，共有人口70,872。縣治里奇蒙。
縣名是紀念第四任總統詹姆斯·麥迪遜。